# Велико-Зерентуйське сільське поселення
Велико-Зеренту́йське сільське поселення (рос. Больше-Зерентуйское сельское поселение) — сільське поселення у складі Нерчинсько-Заводського району Забайкальського краю Росії.
Адміністративний центр — село Великий Зерентуй.

## Населення
Населення сільського поселення становить 787 осіб (2019; 910 у 2010, 1149 у 2002).

## Склад
До складу сільського поселення входять:
| Населений пункт           | Населення, осіб (2002) | Населення, осіб (2010) |
| ------------------------- | ---------------------- | ---------------------- |
| Великий Зерентуй, село    | 995                    | 774                    |
| Золотоноша, село          | 138                    | 136                    |
| Поперечний Зерентуй, село | 16                     | 0                      |